# Love Myself (Rondé)
Love Myself is een nummer van de Nederlandse indierockband Rondé uit 2022.
Tijdens de coronacrisis voelde frontvrouw Rikki Borgelt zich niet goed. Hierdoor ging de zangeres in therapie. "Ik denk dat het erg belangrijk is om aan jezelf te blijven werken en dat het oké is om toe te geven dat het soms niet zo lekker gaat", aldus Borgelt bij Martine ten Klooster op NPO Radio 2. In "Love Myself" blikt Borgelt terug op deze periode: "Ik zat eindelijk op een plek dat ik best wel verliefd op mezelf aan het worden was (...) en daar wilde ik wat mee doen". Ze geeft de luisteraar een optimistische boodschap mee: "Hoe fijn is het als je je eigen beste maatje weer bent". Het nummer kent dan ook een vrolijk geluid.
Na Hard to Say Goodbye leverde "Love Myself" Rondé wederom een grote hit op in Nederland. De plaat bereikte net als de voorganger de 5e positie in de Nederlandse Top 40.

## NPO Radio 2 Top 2000
| Nummer met noteringen in de NPO Radio 2 Top 2000 | '23  | '24  |
| ------------------------------------------------ | ---- | ---- |
| Love Myself                                      | 1753 | 1344 |

1. ↑  Een vetgedrukt getal geeft de hoogste notering aan.
2. ↑  2023 was het eerste jaar met een notering voor dit nummer.